# Derris scabricaulis
Derris scabricaulis är en ärtväxtart som först beskrevs av Adrien René Franchet, och fick sitt nu gällande namn av François Gagnepain. Derris scabricaulis ingår i släktet Derris och familjen ärtväxter. Inga underarter finns listade i Catalogue of Life.